# Aldearrodrigo
Aldearrodrigo település Spanyolországban, Salamanca tartományban. Aldearrodrigo Torresmenudas, Almenara de Tormes, El Arco és Zamayón községekkel határos. Lakosainak száma 150 fő (2024).

## Népesség
A település népessége az elmúlt években az alábbi módon változott:
| Lakosok száma | 205  | 188  | 172  | 169  | 165  | 155  | 148  | 143  | 148  | 150  |
|               | 2001 | 2004 | 2007 | 2009 | 2012 | 2014 | 2017 | 2019 | 2022 | 2024 |